# Igor Severjanin

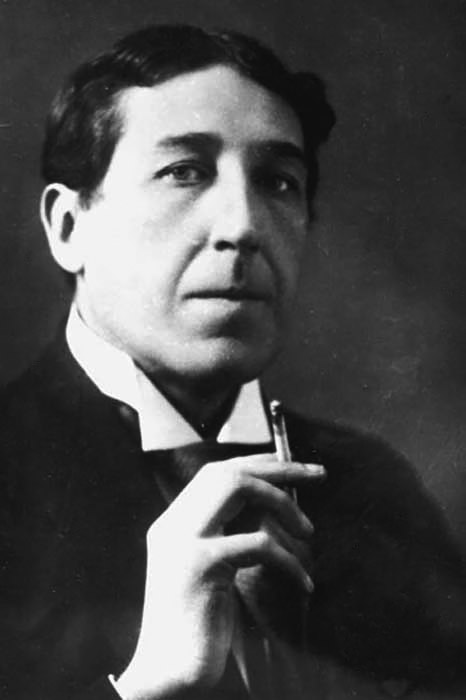
Igor Severjanin

Igor Severjanin (Russisch: Игорь Северянин), pseudoniem voor Igor Vasiljevitsj Lotarev (Russisch: Игорь Васильевич Лотарев) (Sint-Petersburg, 16 mei 1887 – Tartu, 20 december 1941) was een Russisch schrijver en dichter.

## Leven en werk
De vader van Severjanin was militair-ingenieur. Severjanin was verwant met de dichter Afanasi Fet en met de latere politica Aleksandra Kollontaj.
Severjanin wordt gerekend tot de futuristen. Het futurisme in de Russische literatuur ontstond in het begin van de twintigste eeuw (gelijktijdig met het acmeïsme) als een reactie op de toen dominante stroming van het symbolisme. Severjanin gebruikte in 1911 voor het eerst de term 'ego futurisme' en presenteerde zijn programma Academie voor de ego-poëzie (1911). Als basis noemde hij: intuïtie en egoïsme. 
Korte tijd later publiceerde Severjanin een aantal andere modernistische schrijvers (waaronder Clebnikov en een debuterende Majakovski) onder de noemer 'cubo-futurisme' het provocerende pamflet Een kaakslag in het gezicht van de publieke smaak (1912). Daarin stelden ze dat ze "vanuit wolkenkrabbers neerkijken op alle Dostojevski's, Gorki's, Boenins, Bloks, Remizovs, Kuprins en Sologoebs". Het poëtische woord moest weer centraal komen te staan, met willekeurige en afgeleide woorden.
Zijn poëziecyclus De donderschuimende bokaal (1913), beginnend met de woorden "een nieuwe ster verrijst", kende bij verschijnen groot succes. Daarna schreef hij nog tal van gedichtenbundels, waarin hij zijn zelfgeformuleerde uitgangspunten van het futurisme steeds trouw is gebleven. Tussen 1912 en 1918 stond Severjanin bekend om de talloze declamaties van zijn werk in literaire salons en bijeenkomsten, ook in het buitenland.
Na de Russische Revolutie viel zijn werk niet in goede aarde en emigreerde hij naar Estland. Pas in 1975 kon zijn werk weer in Rusland worden gepubliceerd. Sinds 1995 wordt in Rusland jaarlijks een Severjanin-prijs verleend.

## Werken
- 1908: Zarnicy mysli (Morgenrood van het denken)
- 1911:  Academie voor de ego-poëzie
- 1912: Een kaakslag in het gezicht van de publieke smaak
- 1908: Zarnicy mysli (Morgenrood van het denken)
- 1913: Poëziecyclus  De donderschuimende bokaal
- 1914: Gedichtenbundel Zlatolira (Goldlyra)
- 1915: Gedichtenbundel Ananasy v šampanskom (Ananas in champagne)
- 1915: Gedichtenbundel Victoria Regia
- 1918: Gedichtenbundel Poezoantrakt (Poeso-Entracte)
- 1918: Gedichtenbundel Crème de violettes
- 1921: Gedichtenbundel Menestrel
- 1922: Gedichtenbundel Mirrelija
- 1923: Gedichtenbundel Solovej (De nachtegaal)
- 1923: Roza oranževogo časa
- 1932: Adriatika
- 1934: Madal'ony